# Piers Wedgwood, 4. Baron Wedgwood
Piers Anthony Weymouth Wedgwood, 4. Baron Wedgwood (* 20. September 1954 in Hillwood, Molo, Nakuru County, Kenia; † 29. Januar 2014 in Philadelphia, Pennsylvania, Vereinigte Staaten) war ein britischer Peer und Politiker (Conservative Party).

## Leben
Piers Anthony Weymouth Wedgwood, 4. Baron Wedgwood wurde als Sohn von Hugh Wedgwood, 3. Baron Wedgwood (1921–1970), und dessen zweiter Ehefrau Jane Weymouth, einer Tochter von Richter William James Poulton, geboren. Sein Vater lebte von 1941 bis 1964 als Farmer in Hillwood bei Molo in Kenia. Dort wurde Piers Wedgwood auf der Farm seiner Eltern, außerhalb von Nairobi, geboren.
Wedgwood war ein direkter Nachfahre von Josiah Wedgwood, dem Gründer der Porzellanmanufaktur Josiah Wedgwood & Sons Ltd. Er war der Urururururenkel von Josiah Wedgwood. Bereits als Jugendlicher arbeitete Wedgwood im Familienbetrieb mit. Er reinigte die Brennöfen und Trockenkammern der Wedgwood-Manufaktur in Barlaston in der Grafschaft Staffordshire und erlernte die Herstellung von Porzellan und Töpferwaren. Er besuchte das Marlborough College. Mit dem Tode seines Vaters erbte Wedgwood, am 25. April 1970, im Alter von knapp 16 Jahren den Titel des Baron Wedgwood. Er absolvierte seine Militärausbildung an der Royal Military Academy Sandhurst und wurde Offizier. Im Juni 1973 wurde er Second Lieutenant bei den Royal Scots. Mit den Royal Scots war er u. a. auf Zypern stationiert. Im Juni 1975 wurde er zum Lieutenant, im Dezember 1979 zum Captain befördert. 1980 gab er seine Militärlaufbahn auf. 1976 wurde er mit der General Service Medal für Northern Ireland ausgezeichnet.
Im Sommer 1970 war er als Praktikant im Familienunternehmen Wedgwood tätig. Von 1980 bis zu seinem Tod wirkte Wedgwood als Firmeninhaber, Firmenerbe, Repräsentant und Botschafter der Marke Wedgwood. Er beteiligte sich der Betreuung und dem Aufbau von Wedgwood-Sammlungen in Museen in Großbritannien und den Vereinigten Staaten. Insbesondere setzte er sich für die Buten Wedgwood Collection ein, die mittlerweile in einem Museum in Birmingham im US-Bundesstaat Alabama untergebracht ist. 2009 erhielt er den Ehrendoktortitel der Fakultät für Kunst und Design der Staffordshire University in Anerkennung seiner Verdienste „für die Erhaltung und Förderung des kulturellen Erbes von North Staffordshire auf dem Gebiet der Kunst und Herstellung von Töpferwaren“ („for his services to the preservation and promotion of North Staffordshire's cultural heritage in the art and industry of English pottery“).
Außerdem widmete er sich umfangreich caritativen Aufgaben und dem Fundraising. 2000 gründete er die Wohltätigkeits- und Hilfsorganisation The Lord Wedgwood Charity, die Gelder für High-School-Sportprogramme in Birmingham zur Verfügung stellt. Die Stiftung bezahlt u. a. Defibrillatoren, die bei Sportlern, die einen Herz-Kreislauf-Stillstand erlitten haben, eingesetzt werden. Wedgwood rief die Stiftung ins Leben, nachdem Ärzte ihm nach einem Herzanfall auf einem Golfplatz in Alabama das Leben gerettet hatten.
Er war Mitglied im Royal Automobile Club of England, im London Racquet Club und im Philadelphia Club. 2006 wurde Wedgwood Freeman of the City of London.

## Mitgliedschaft im House of Lords
Mit dem Erbe des Titels des Baron Wedgwood wurde Piers Wedgwood am 25. April 1970 offizielles Mitglied des House of Lords. Im House of Lords saß er für die Conservative Party. Seine Antrittsrede erfolgte am 16. Oktober 1991 im Rahmen der Debatte zur Verteidigungspolitik.
Wedgwood war aktives Mitglied des House of Lords. Seine politischen Interessengebiete waren insbesondere die Themen Verteidigungspolitik und kulturelles Erbe. Er gehörte im House of Lords den Defense and Heritage Parliamentary Groups an. Im Hansard sind insgesamt 30 Wortbeiträge Wedgwoods aus den Jahren von 1991 bis 1999 dokumentiert. Am 26. Oktober 1999 sprach er sich in einer Debatte in leidenschaftlichen Worten gegen den House of Lords Act 1999 aus. Am 4. November 1999 meldete er sich mit einer Frage zur Übernahme von Umzugskosten beim Ausscheiden von Peers letztmals zu Wort. Seine Mitgliedschaft im House of Lords endete am 11. November 1999 durch den House of Lords Act 1999. In Nachrufen wurde das Ende von Wedgwoods Mitgliedschaft im House of Lords auch auf das Jahr 2001 datiert; dies ist jedoch nicht zutreffend.
2001 trat er aus Protest gegen die Reform des House of Lords durch den House of Lords Act 1999 aus der Conservative Party aus.

## Familie und Privates
1985 heiratete er Mary Regina Margaret Kavanagh Quinn, die Tochter von Richter Edward Thomas Quinn und dessen Ehefrau Helen Marie Buchanan Quinn. Ihre Eltern stammten aus Philadelphia. Wedgwood hatte seine Frau bei einem Geschäftstermin kennengelernt, als er Wedgewwod-Porzellan bei der Marshall Field Company in Chicago vorstellte. Mary Quinn leitete dort die Abteilung für Public Relations. Aus der Ehe ging eine Tochter hervor, Alexandra Mary Kavanagh Wedgwood (* 1987). Wedgwood lebte abwechselnd in Chestnut Hill in der Nähe von Pennsylvania, in London und an der Küste Jerseys.
Wedgwood starb im Januar 2014 im Alter von 59 Jahren im Krankenhaus der University of Pennsylvania, Philadelphia an einem Herzversagen. Mutmaßlicher Erbe (Heir Presumptive) der Baronie war bis 2007 Wedgwoods Onkel John Wedgwood. Nach dessen Tod wurde dessen Sohn Antony Wedgwood (* 1944), der Cousin von Piers Wedgewood, der mutmaßliche Erbe. Er ist nunmehr Titelerbe als Antony Wedgwood, 5. Baron Wedgwood.